# مدل‌سازی کارآیی روسازی

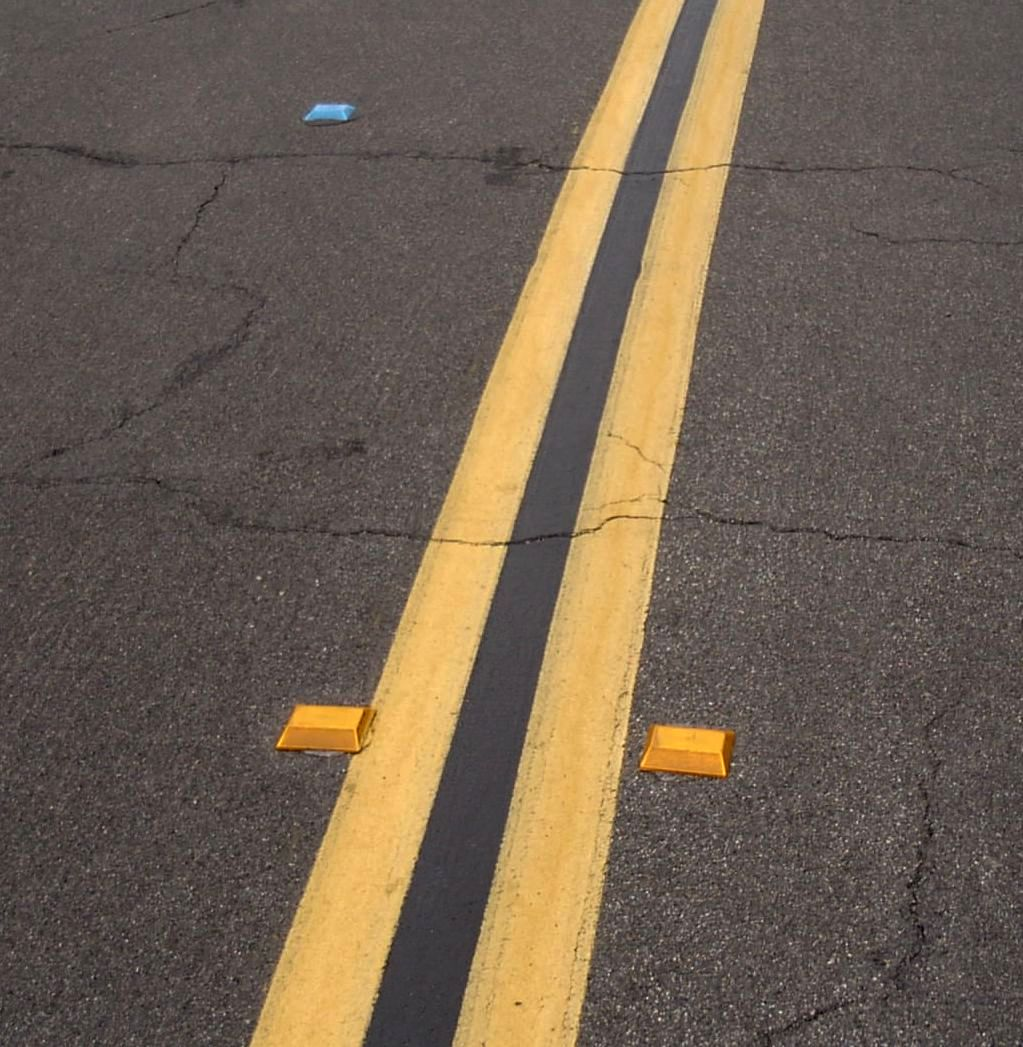
تصویری از روسازی آسفالتی ترک خورده. مدل‌های پیش بینی کارایی چنین ترک‌هایی را پیش‌بینی می‌کنند.

مدل‌سازی کارایی روسازی (به انگلیسی: Pavement performance modeling) دانش مطالعه رفتار روسازی و زوال آن در گذر زمان است. این مطالعه از طریق اعمال مدل‌های مختلف به شاخص‌های کاریی انجام می‌گیرد. کارایی روسازی با شاخص‌های عملکرد گوناگونی سنجیده می‌شود. مهم‌ترین و شناخته‌شده‌ترین این شاخص‌ها عبارتند از شاخص شرایط روسازی و شاخص بین‌المللی زبری. از مهم‌ترین مدل‌های مطالعه کارایی روسازی می‌توان روش‌های بر اساس رگرسیون (مکانیستیک و مکانیستیک-تجربی)، یادگیری ماشین، زنجیره مارکوف را نام برد.

## تاریخچه
مطالعه کارایی راه‌ها و روسازی به نیمه اول سده بیستم برمی‌گردد. نخستین مدل‌های کارایی روسازی براساس مدل‌های مکانیستیک بودند. محققان بعدها مدل‌های تجربی را پیشنهاد کردند. از دهه‌ ١٩٩٠ پژوهشگران خواص این دو نوع مدل را باهم ترکیب کردند و مدل‌های مکانیستیک-تجربی را به وجود آوردند. بعدها مدل‌های دیگری مانند مارکوف و یادگیری ماشین فراگیر شدند.

## علل زوال روسازی
روسازی‌ها به مرور زمان عملکرد بدتری از خود نشان می‌دهند و رو به زوال می‌نهند. رایج‌ترین فاکتورهای هایی که باعث زوال روسازی می‌شوند عبارتند از:

### شرایط اقلیمی و محیطی
از مهمترین عوامل محیطی زوال می‌توان سیکل‌های ذوب و یخبندان، حداکثر و حداقل دما و میزان بارش را نام برد. به طور معمول جاده ها در آب و هوای مرطوب با چرخه یخبندان تا دو برابر بیشتر از جاده های مناطق خشک و بدون یخ زدگی خراب می شوند. بنابراین، جاده هایی که در معرض تعداد بیشتری چرخه ذوب و یخبندان  و نزولات آسمانی بالاتری قرار دارند سریعتر خراب می شوند. از طرف دیگر، جاده‌های واقع در اقلیم خشک و بدون یخبندان عمر طولانی‌تری دارند.

### نوع روسازی
نوع روسازی یکی از مهمترین عوامل مؤثر در نحوه عملکرد روسازی است. به طور کلی روکش های بتنی در آب و هوای گرم دوام بیشتری دارند و روکش آسفالت در برابر هوای سرد مقاوم تر است. در نوع معینی از جاده (بتن ، آسفالت یا شن) ضخامت لایه ها و نوع مصالح به کار رفته در اساس، زیراساس و روکش آسفالت مهم است. بعضی اوقات این خصوصیات از طریق یک سنجه جامع به نام ضخامت اساس معادل بیان می شود.